# سزگین تانریکولو
سزگین تانریکولو (انگلیسی: Sezgin Tanrıkulu؛ –) وکیل مدافع حقوق بشر اهل ترکیه است که بخاطر دفاع از حقوق شهروندان کرد شناخته شده می‌باشد.
او در حال حاضر به عنوان نماینده مجلس در ترکیه با حزب خلق جمهوریخواه خدمت می‌کند.
وی برندهٔ جوایزی همچون جایزه حقوق بشر جان اف کندی شده‌است.
او یکی از بنیانگذاران انجمن حقوق بشر دیاربکر و نماینده ترکیه در بنیاد حقوق بشر ترکیه است. او چندین بار برای فعالیت‌های قانونی خود محکوم شده‌است. در سال ۱۹۹۴، او به اتهام «توهین به قوه قضاییه» به اتهام «محکوم کردن قوه قضاییه» محکوم شد. از سال ۱۹۹۰ تا ۱۹۹۵، شش تن از دوستان و همکارانش بخاطر فعالیت‌های حقوق بشری کشته شدند.